# 元喜龍
元 喜龍（ウォン・ヒリョン、朝鮮語: 원희룡、1964年2月14日または2月24日 - ）は、大韓民国の政治家、元国土交通部長官、元済州特別自治道知事、第16・17・18代国会議員。本貫は原州元氏、族譜名は孝喜（효희）。キリスト教徒。

## 来歴
済州島西帰浦市出身。済州第一高等学校、ソウル大学校法科大学法学科卒業。明知大学校地方自治大学院、慶南大学校北韓大学院、延世大学校情報大学院修了。漢陽大学校言論情報大学院ニューメディア映像専攻にも所属していた。第34期司法試験合格、司法研修院第24期修了。その後ソウル地方検察庁で検事として勤めた。
政界入り後はハンナラ党の候補として第16・17・18代総選挙で3期連続当選。ハンナラ党最高委員、選挙対策本部長、事務総長などの幹部も務めた。2011年にハンナラ党代表選に出馬したが、開票の結果は洪準杓・劉承旼・羅卿瑗に次ぐ4位であった。2014年の第6回統一地方選挙で済州特別自治道知事に当選し、2018年の第7回統一地方選挙で再選された。2021年8月、第20代大統領選挙に出馬するために知事職を辞めた。国民の力党内の予備選最終戦に進出したが、得票数は尹錫悦・洪準杓・劉承旼に次ぐ4位であた。
2022年4月、尹錫悦次期大統領により国土交通部長官に指名され、5月13日に正式に任命された。2023年12月22日に後任の朴庠禹の任命により退任した。
2024年の第22代総選挙では仁川市の桂陽区乙選挙区から出馬するため、共に民主党代表の李在明と対決することとなる。

## エピソード
共に民主党の国会議員で同じ高校の先輩でもある宋在祜は妻の母方の従兄弟（妻の母の兄の息子）。
検事時代の1996年には話題となったタレントのシン・ウンギョンによる無免許運転・飲酒運転・ひき逃げ事件を担当した。また、カルト宗教のアガドンサン事件も起訴後に公判検事として合流した。
2006年の三一節には国民日報傘下のクキニュースとの電話通話で金完燮と舌戦を繰り広げた。
2018年1月に済州特別自治道知事として訪日した際、自民党議員の小泉進次郎、大野敬太郎と昼食会をした。他には自民党政調会長の岸田文雄と面会し、杉山晋輔などの外務省官僚とも懇談会をした。
2018年5月、第7回統一地方選挙前の済州新空港に関する候補者討論会で、空港反対派の住民に生卵を投げつけられた後、顔を殴られた暴行を受けた。抗議者はのち自傷を試みたが、結局警察に逮捕された。その後、元を含む候補たちは当該人物に対する善処を呼びかけ、元は嘆願書も提出した。